# Eglon van der Neer

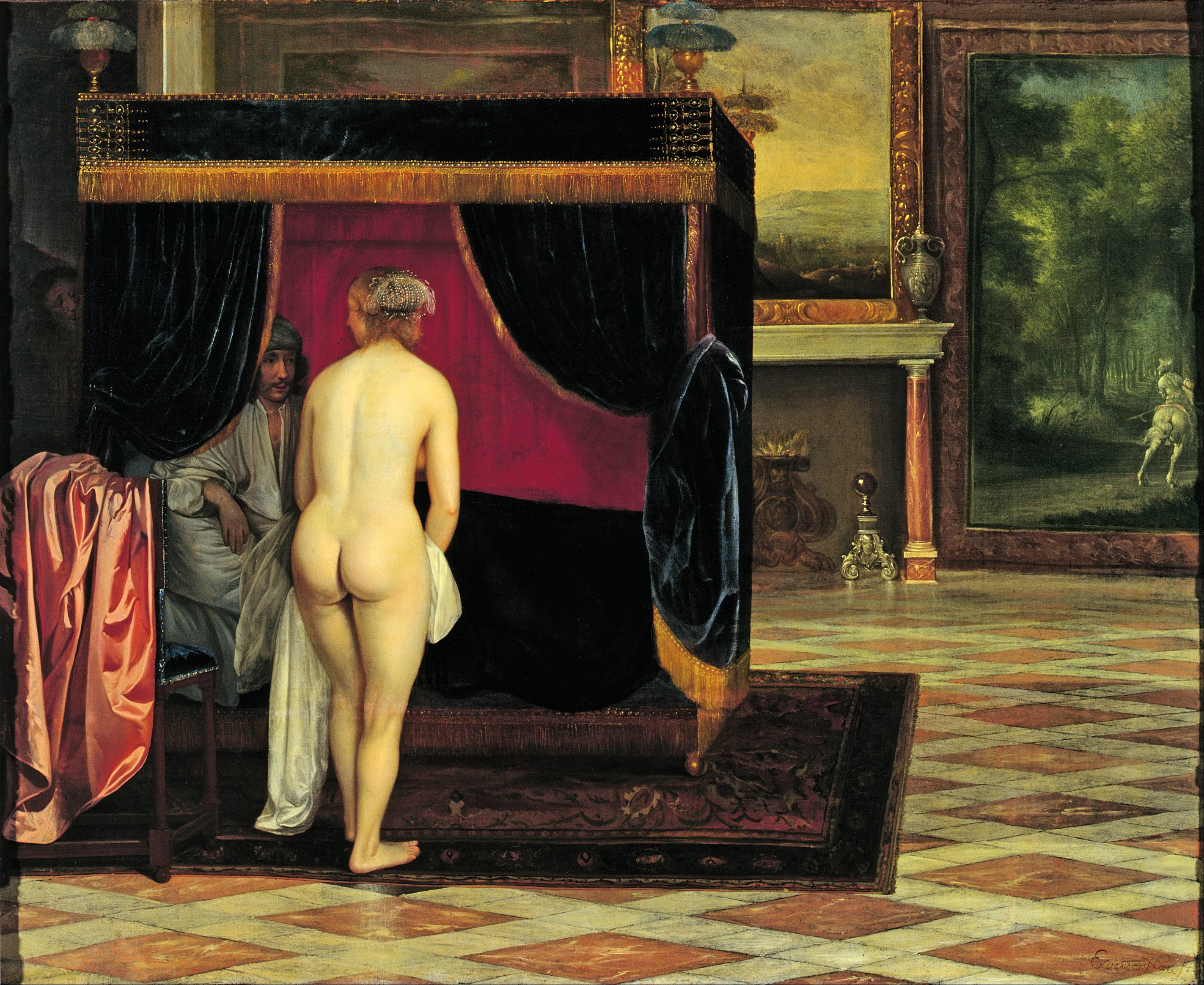
Eglon Hendrik van der Neer – Gyges i żona Kandaulesa, ok. 1675–1680

Eglon van der Neer (ur. ok. 1634 Amsterdam, zm. 3 maja 1703 w Düsseldorf) – holenderski malarz.

## Życiorys
Malarstwa uczył się u swojego ojca Aerta van der Neera oraz u Jacoba van Loo. Prawdopodobnie w 1654 roku przebywał we Francja jako malarz hrabiego Dona, holenderskiego administratora ziem książąt orańskich Przed 1659 powrócił do Amsterdamu. Tam ożenił się z Marią Wagensvelt (zm. 1677). W latach 1664–1679 mieszkał w Rotterdamie. W 1670 był wzmiankowany jako członek haskiego bractwa Confrérie Pictura. W latach 1679–1689 przebywał w Brukseli. W 1681 poślubił flamandzką miniaturzystkę Marie Duchatel. W 1687 został mianowany nadwornym malarzem króla Hiszpanii Karola II Habsburga. Pracował dla różnych rodów szlacheckich, a w 1690 został malarzem nadwornym elektora Palatynatu Jana Wilhelam Wittelsbacha w Düsseldorfie. W 1697, po śmierci swojej drugiej żony, ożenił się ze znakomitą portrecistką Adrianą Spilberg.

## Twórczość
Specjalizował się w rodzajowych scenach we wnętrzach, w stylu Gerarda ter Borcha, przedstawiających głównie damy podczas zajęć domowych. Był jednym z nielicznych artystów końca XVII wieku, który nadal nadawał symboliczne znaczenie swoim obrazom rodzajowym. 
Malował również portrety oraz powstałe w latach 70. XVII w. obrazy historyczne. Pod koniec lat 80. XVII w. skoncentrował się na pejzażach, nawiązując do twórczości Adama Elsheimera w licznych wersjach przedstawień Tobiasza i anioła. Jego uczniem był Adriaen van der Werff.

## Wybrane prace
- Czytająca, 1665, Nowy Jork
- Dama obmywająca dłonie - Alegoria czystości 1675, Haga
- Para we wnętrzu, ok. 1665-1670, Boston
- Judyta, po 1670 Londyn
- Gyges i żona Kandaulesa, ok. 1675–1680, Museum Kunst Palast Düsseldorf
- Tomasz i anioł, 1685, Berlin
- Tomasz i anioł, 1690, Amsterdam